# Hoornweg (schip, 1789)
Het fregat Hoornweg is gebouwd in 1787 voor de Kamer van Delft der Vereenigde Oostindische Compagnie op de VOC-werf in Delfshaven onder leiding van scheepsbouwmeester Arij Hoornweg.
Het schip kwam in 1789 in de vaart. De 'Hoornweg' had een lengte van 140 voet en een laadvermogen van 440 lasten (880 ton) en voerde 42 kanons geschut.
Het fregat vertrok op 18 januari 1790 vanaf Texel onder bevel van Schipper Simon Vaartjes en arriveerde (na een tussenstop bij Kaap de Goede Hoop van 29 april 1790 tot 13 mei 1790) op 26 juli 1790 in Batavia (Indië). Op 22 februari 1791 voer de Hoornweg naar Makassar, een stad op Celebes (Sulawesi) en het schip keerde naar Batavia terug op 8 augustus 1791.
Op 21 december 1791 vertrok het schip van Batavia en ging op weg naar Goeree onder bevel van schipper Dinant Visser. Via de Kaap de Goede Hoop (aankomst 31 maart 1792) arriveerde het in Goeree op 14 augustus 1792.
Het schip heeft tijdens deze laatste reis vanuit "de Oost" een kleine rol gespeeld in het verhaal van de muiterij op de Bounty en het daaropvolgende verhaal van de HMS Pandora. Na de schipbreuk van de HMS Pandora op het Grote Barrièrerif arriveerde de bemanning incl. de gearresteerde muiters van de Bounty in de Nederlandse kolonie Kupang op Timor. Daar bleken zich al een aantal gedeserteerde gevangen uit de strafkolonie op New South Wales te bevinden. Deze werden overgedragen aan het Engelse gezag. Vanuit Kupang vertrok het aldus vergrootte gezelschap met het VOC schip de Rendang naar Batavia. De bemanningsleden van de Pandora werden op 4 Nederlandse schepen geplaatst (Rembang, Horssen, Zwaan en Hoornweg) met bestemming Kaapstad. Drie bemanningsleden van de Pandora, Thomas Lindsey, John Ph. Fenwick en James Brown stierven onderweg aan boord van de Hoornweg, vermoedelijk door een ziekte die zij in Batavia hadden opgelopen. Twee andere bemanningsleden overleefden de tocht, Lt. Thos. Hayward en John Cunningham. Daarnaast werden twee gedeserteerde gevangenen van de strafkolonie in Port Jackson (bij Sydney, Australië) op het VOC schip de Hoornweg geplaatst, William Morton en John Simms. Ook zij stierven onderweg. De overige tien muiters van de Bounty werden aan boord van de Vredenburg, onder begeleiding van de kapitein van de gezonken Pandora (kapitein Edward Edwards) naar Kaapstad vervoerd.
Hierna heeft het fregat 'Hoornweg' in dienst van de VOC voor zover bekend geen reizen meer gemaakt.
Door het faillissement van de VOC in 1796, de daaropvolgende nationalisatie, en uiteindelijke opheffing op 31 december 1800, werd het schip voor bijna fl. 20.000 verkocht aan Anthony van Hoboken, een bekende Rotterdamse reder. Het ging varen voor de Oostzeehandel. Het schip werd meerdere keren aangepast en verbouwd.
In de Franse tijd werd het schip vermoedelijk gevorderd en in 1802 hernoemd in "la Meuse". Het speelde een rol bij de verdediging van de Stelling van Den Helder (16 november 1813 - 4 mei 1814). In 1814 werd het schip hernoemd in "Maas en Rottestroom". Op 19 oktober 1814 vertrok het schip vanuit Rotterdam, onder gezagvoerder Frans Bremer, voor een eerste reis naar het nog door de Britten, vanaf 1811, bezette Java. De “Maas en Rottestroom” van Anthony van Hoboken” was het eerste schip dat na de “Franse tijd” uit Nederland naar Oost-Indië vertrok. De reis is geheel voor rekening van Van Hoboken. “De uitreis van de “Maas en Rottestroom” was niet voorspoedig, het begin was zelfs bijzonder onfortuinlijk. Al van tevoren had men moeite gehad met de aanwerving van matrozen, die te Rotterdam niet in voldoende aantal aanwezig waren. Een deel moest daarom uit Amsterdam komen. Het schip vertrok op 19 oktober 1814 onder kanongebulder van de stad richting Vlaardingen. De Oude Maas opvarende liep het bij de Beer aan de grond. Vervolgens maakten voortdurende tegenwinden, lage waterstanden en ten slotte een vroeg invallende winter met ijsgang dat Hellevoetsluis pas op 25 december werd bereikt. De winter duurde lang, er deserteerden enkele matrozen, die het valse gerucht verspreidden dat de kapitein zijn mensen slechte voeding gaf, maar op 11 februari 1815 kwam de “Maas en Rottestroom” toch, met een gunstige wind, “behouden in zee”. Ook buitengaats ging het in het begin niet zo goed. Het schip liep door het slechte weer lichte schade op en moest te Sheerness repareren, vanwaar het pas op 15 april, dit is zes maanden na het vertrek uit Rotterdam, kon uitzeilen". In deze periode 1815-1817 voer het schip haar laatste reis. Op 15 april 1815 werd het schip weer onder zeil gebracht en op 23 september 1815 arriveerde de 'Maas- en Rottestroom' op de rede van Batavia. De thuisreis was verre van voorspoedig. Met koffie beladen vertrok het schip op 17 februari 1816 van Batavia en op 24 juli daaraanvolgend van de Kaap de Goede Hoop. Spoedig daarna werd het schip door een orkaan overvallen die duurde van 24-27 juli; het verloor boegspriet, fokkemast en bezaanmast, zodat het naar Kaapstad moest terugkeren, waar het 5 augustus arriveerde. Dit is uitgebeeld op de gouache "Gezigt van de Rhede en van de Simonsstad bij de Kaap de Goede Hoop". Het arriveerde in Kaapstad pas op 5 augustus 1816 en werd daar gedurende een aantal maanden weer voldoende opgekalefaterd om de terugreis voort te kunnen zetten. De “Maas en Rottestroom” kwam eerst in de zomer van het daaropvolgende jaar op 15 mei 1817 behouden thuis in Rotterdam. Met de “Maas en Rottestroom” begon een vrij regelmatig verkeer met Nederlands Oost-Indië. Maar het zwaar het zwaar beschadigde schip lag vele jaren aan de wal totdat Anthony van Hoboken het via een veiling wist te verkopen. In 1832 werd het schip gesloopt en als brandhout verkocht.
Aagtekerke · Akerendam · Amsterdam · Arnhem · Batavia · Bleijenburg · Concordia · De Dry Heuvels · De Dry Papegaijtiens · Dromedaris · Duyfken · Eendracht · Eendraght · Fortuyn · Geldermalsen · Gouden Buys · Goudriaan · 't Gulden Zeepaert · Halve Maen · Hof van Zeelandt · Hollandia · Landskroon · Leeuwin · Magdalena · Mauritius · Meermin · Midloo · Negotie · Nieuw Hoorn · Nieuwvliet · Nijenburg · Oude Zijpe (1711) · Oude Zijpe (1740) · Prins Willem · Rarop · Ravenstein · Ridderschap van Holland · Saerdam · Schiedam · Valkenbos · Vergulde Draeck · 't Vliegend Hert · Voetboog · Wapen van Amsterdam · 't Wapen van Hoorn · Westerbeek · Wimmenum · Zuytdorp · Zeewijk